# رستم پنجم
رستم پنجم یا شرف‌الملوک یکی از اسپهبدان باوندیان میان سال‌های ۱۲۰۵ تا ۱۲۱۰ میلادی بوده‌است. او به عنوان فرزند اردشیر اول به جانشینی او رسید و با برادر کوچک‎تر خود بر سر دستیابی به مقام اسپهبدی اختلاف داشت. سرانجام با دخالت خوارزمشاهیان میان برادران صلح شد.
در ۱ آوریل ۱۲۱۰، رستم پنجم توسط یک علوی، به نام ابورضا حسین، به قتل رسید. او بدون وارث بود و پادشاهی باوند به امارتی از امپراتوری خوارزمی تبدیل شد. با این حال، خواهر رستم، پسر شهریار را به دنیا آورد، که بعدها پسر دیگری به نام کینخوار داشت، که به نوبهٔ خود او هم پسر دیگری به نام اردشیر دوم را به وجود آورد که سلسله باوند را احیا کرد.

## زندگی‌نامه
رستم دومین پسر اردشیر بود و برادرانی به نام‌های شرف‌الملوک، شرف‌الدوله، و رکن‌الدوله قارن داشت. شرف‌الملوک در این میان از همه بزرگتر بود و برهمین اساس ولیعهد باوندیه بود. رستم در این هنگام به رهبری گروهی از نجبا و اشراف طبرستان دست یافت که قصد سرنگونی اردشیر را داشتند و داعیهٔ اسپهبدی نمود. اردشیر بر نقشهٔ آنان پی برد و رستم را محبوس کرد. در سال ۱۲۰۵، اردشیر یا به گفتهٔ برخی منابع شرف‌الملوک درگذشت و رستم با گریختن از محبس، خود را به پایتخت رسانده و در آمل تاج بر سر نهاد.

### رقابت بر سر تاج و تخت
رکن‌الدوله قارن، دیگر برادر او، این حکومت را به رسمیت نشناخت و به درگاه خوارزم پناه برد. رکن‌الدوله توجه خوارزمشاهیان را جلب کرد و از محمد دوم درخواست کمک نظامی نمود. محمد دوم به برادرش، علی‌شاه، که در دامغان و بسطام امارت داشت، درخواست حمله نظامی به طبرستان کرد، وی هم چنین اعلام کرد در صورتی که به اراضی خویش در مازندران برسد تابع خوارزمشاه خواهد بود. این حمله انجام شد.
علیشاه با دستور برادر به همراه رکن‌الدوله عازم مازندران شد و بدون مقاومت قلاع مهمی نظیر ساری و آمل را تخریب و غارت نمود و اسپهبد رستم نیز با جمع‌آوری تمام خزائن خود در قلعه کورا مستقر شد و به جز آن قلعه تمام مازندران زیر سلطه علیشاه درآمد. به هر شکل، پس از مدتی دو برادر به آتش‌بس رسیدند و صلحی مابین آنان برقرار شد، مبنی بر این که رکن‌الدوله قارن وارث و جانشین رستم گردد.
در همین حال، روابط علیشاه و محمد دوم خصمانه شد و در نهایت علیشاه توسط محمد دوم کشته شد. در این هنگام طبرستان تحت قیادت خوارزمشاهیان درآمد و اسماعیلیان الموت قدرتمند شده و به قلمرو باوند تجاوز می‌کردند. کار به جایی کشید که حشاشین دست به ترور رکن‌الدوله قارن زده و او را کشتند.

### درگذشت و میراث
پس از مدتی شمس‌الملوک خواهرش را به ازدواج سید ابوالرضا مامطیری، از علویان بابل، درآورد و او را مشاور خود ساخت، اما سید در قدرت او طمع کرد و در سال ۶۰۶ قمری او را در شکارگاه به قتل رساند. پس خواهر شمس‌الملوک به انتقام برادر، شوهر را کشت و به قصد ازدواج با سلطان محمد عازم خوارزم شد و تصمیم داشت که مازندران را به عنوان جهیزیه خود تقدیم سلطان کند. اما سلطان او را به ازدواج یکی از امیران خود درآورد و حکومت مازندران را نیز بدو داد. مازندران که به سبب اوضاع طبیعی هدفی سخت برای لشکرکشی و تهاجم بود، به آسانی به قلمرو خوارزمشاه اضافه گشت. تا حمله مغولان به ایران گماشتگان خوارزمی در مازندران حکومت می‌کردند.
با این حال، خواهر رستم، پسر شهریار را به دنیا آورد، که بعدها پسر دیگری به نام کینخوار داشت. کینخوار بعدها صاحب پسری به نام اردشیر شد که این اردشیر، سلسله باوند را احیا کرد.